# Lista prezydentów Brazylii
Prezydenci Brazylii – lista Prezydentów Federacyjnej Republiki Brazylii

## I (Stara) Republika (1889–1930)
| #  | Imię i nazwisko                         | Portret                    | Kadencja          | Kadencja             | Wiceprezydent              | Partia polityczna                  |
| -- | --------------------------------------- | -------------------------- | ----------------- | -------------------- | -------------------------- | ---------------------------------- |
| 1  | Deodoro da Fonseca (ur. 1827, zm. 1892) |                            | 15 listopada 1889 | 23 listopada 1891    | Floriano Peixoto           | bezpartyjny                        |
| 2  | Floriano Peixoto (ur. 1839, zm. 1895)   |                            | 23 listopada 1891 | 15 listopada 1894    | wakat                      | bezpartyjny                        |
| 3  | Prudente de Morais (ur. 1841, zm. 1902) |                            | 15 listopada 1894 | 15 listopada 1898    | Manuel Vitorino            | Federalna Partia Republikańska     |
| 4  | Campos Sales (ur. 1841, zm. 1913)       |                            | 15 listopada 1898 | 15 listopada 1902    | Rosa e Silva               | Partia Republikańska São Paulo     |
| 5  | Rodrigues Alves (ur. 1848, zm. 1919)    |                            | 15 listopada 1902 | 15 listopada 1906    | Silviano Brandão           | Partia Republikańska São Paulo     |
| 5  | Rodrigues Alves (ur. 1848, zm. 1919)    | wakat (1902-1903)          | 15 listopada 1902 | 15 listopada 1906    |                            | Partia Republikańska São Paulo     |
| 5  | Rodrigues Alves (ur. 1848, zm. 1919)    | Afonso Pena (1903-1906)    | 15 listopada 1902 | 15 listopada 1906    |                            | Partia Republikańska São Paulo     |
| 6  | Afonso Pena (ur. 1847, zm. 1909)        |                            | 15 listopada 1906 | 14 czerwca 1909      | Nilo Peçanha               | Partia Republikańska Mineiro       |
| 7  | Nilo Peçanha (ur. 1867, zm. 1924)       |                            | 14 czerwca 1909   | 15 listopada 1910    | wakat                      | Partia Republikańska Rio           |
| 8  | Hermes da Fonseca (ur. 1855, zm. 1923)  |                            | 15 listopada 1910 | 15 listopada 1914    | Venceslau Brás             | Republikańska Partia Konserwatywna |
| 9  | Venceslau Brás (ur. 1868, zm. 1966)     |                            | 15 listopada 1914 | 15 listopada 1918    | Urbano Santos              | Partia Republikańska Mineiro       |
| —  | Rodrigues Alves (ur. 1848, zm. 1919)    |                            | nie objął urzędu  | nie objął urzędu     | Delfim Moreira             | Partia Republikańska São Paulo     |
| 10 | Delfim Moreira (ur. 1868, zm. 1920)     |                            | 15 listopada 1918 | 28 lipca 1919        | wakat                      | Partia Republikańska Mineiro       |
| 11 | Epitácio Pessoa (ur. 1865, zm. 1942)    |                            | 28 lipca 1919     | 15 listopada 1922    | Delfim Moreira (1919-1920) | Partia Republikańska Mineiro       |
| 11 | Epitácio Pessoa (ur. 1865, zm. 1942)    | Bueno de Paiva (1920-1922) | 28 lipca 1919     | 15 listopada 1922    |                            | Partia Republikańska Mineiro       |
| 12 | Artur Bernardes (ur. 1875, zm. 1955)    |                            | 15 listopada 1922 | 15 listopada 1926    | Estacio Coimbra            | Partia Republikańska Mineiro       |
| 13 | Washington Luís (ur. 1869, zm. 1957)    |                            | 15 listopada 1926 | 24 października 1930 | Melo Viana                 | Partia Republikańska São Paulo     |
| —  | Júlio Prestes (ur. 1882, zm. 1946)      |                            | nie objął urzędu  | nie objął urzędu     | Vital Soares               | Partia Republikańska São Paulo     |

## Era Vargasa (1930–1946)
| #  | Imię i nazwisko                                       | Portret | Kadencja             | Kadencja             | Wiceprezydent | Partia polityczna        |
| -- | ----------------------------------------------------- | ------- | -------------------- | -------------------- | ------------- | ------------------------ |
| —  | 1) Tasso Fragoso 2) Isaías de Noronha 3) Mena Barreto |         | 24 października 1930 | 3 listopada 1930     | wakat         | –                        |
| 14 | Getúlio Vargas (ur. 1882, zm. 1954)                   |         | 3 listopada 1930     | 29 października 1945 | wakat         | Brazylijska Partia Pracy |
| 15 | José Linhares (ur. 1886, zm. 1957)                    |         | 29 października 1945 | 31 stycznia 1946     | wakat         | bezpartyjny              |

## II Republika –Republika 1946(1946–1964)
| #  | Imię i nazwisko                                          | Portret | Kadencja          | Kadencja          | Wiceprezydent   | Partia polityczna          |
| -- | -------------------------------------------------------- | ------- | ----------------- | ----------------- | --------------- | -------------------------- |
| 16 | Gaspar Dutra (ur. 1883, zm. 1974)                        |         | 31 stycznia 1946  | 31 stycznia 1951  | Nereu Ramos     | Partia Socjaldemokratyczna |
| 17 | Getúlio Vargas (ur. 1882, zm. 1954)                      |         | 31 stycznia 1951  | 24 sierpnia 1954  | João Café Filho | Brazylijska Partia Pracy   |
| 18 | João Café Filho (ur. 1899, zm. 1970)                     |         | 24 sierpnia 1954  | 22 listopada 1955 | wakat           | Postępowa Partia Społeczna |
| 19 | Carlos Coimbra da Luz (ur. 1894, zm. 1961)               |         | 9 listopada 1955  | 11 listopada 1955 | wakat           | Partia Socjaldemokratyczna |
| 20 | Nereu Ramos (ur. 1888, zm. 1958)                         |         | 11 listopada 1955 | 31 stycznia 1956  | wakat           | Partia Socjaldemokratyczna |
| 21 | Juscelino Kubitschek (ur. 1902, zm. 1976)                |         | 31 stycznia 1956  | 31 stycznia 1961  | João Goulart    | Partia Socjaldemokratyczna |
| 22 | Jânio Quadros (ur. 1917, zm. 1992)                       |         | 31 stycznia 1961  | 25 sierpnia 1961  | João Goulart    | Narodowa Partia Pracy      |
| 23 | Pascoal Ranieri Mazzilli (ur. 1910, zm. 1975) tymczasowo |         | 25 sierpnia 1961  | 7 września 1961   | wakat           | Partia Socjaldemokratyczna |
| 24 | João Goulart (ur. 1918, zm. 1976)                        |         | 7 września 1961   | 2 kwietnia 1964   | wakat           | Brazylijska Partia Pracy   |

## Dyktatura wojskowa (1964–1985)
| #  | Imię i nazwisko                                                | Portret | Kadencja             | Kadencja             | Wiceprezydent                | Partia polityczna          |
| -- | -------------------------------------------------------------- | ------- | -------------------- | -------------------- | ---------------------------- | -------------------------- |
| 25 | Pascoal Ranieri Mazzilli (ur. 1910, zm. 1975) tymczasowo       |         | 2 kwietnia 1964      | 15 kwietnia 1964     | wakat                        | Partia Socjaldemokratyczna |
| 26 | Humberto de Alencar Castelo Branco (ur. 1897, zm. 1967)        |         | 15 kwietnia 1964     | 15 marca 1967        | José Maria Alckmin           | Sojusz Odnowy Narodowej    |
| 27 | Artur da Costa e Silva (ur. 1899, zm. 1969)                    |         | 15 marca 1967        | 31 sierpnia 1969     | Pedro Aleixo                 | Sojusz Odnowy Narodowej    |
| —  | 1) Augusto Rademaker 2) Aurélio de Lira Tavares 3) Márcio Melo |         | 31 sierpnia 1969     | 30 października 1969 | wakat                        | –                          |
| 28 | Emílio Médici (ur. 1905, zm. 1985)                             |         | 30 października 1969 | 15 marca 1974        | Augusto Rademaker            | Sojusz Odnowy Narodowej    |
| 29 | Ernesto Geisel (ur. 1907, zm. 1996)                            |         | 15 marca 1974        | 15 marca 1979        | Adalberto Pereira dos Santos | Sojusz Odnowy Narodowej    |
| 30 | João Figueiredo (ur. 1918, zm. 1999)                           |         | 15 marca 1979        | 15 marca 1985        | Aureliano Chaves             | Partia Socjaldemokratyczna |

## III (Nowa) Republika (od 1985)
| #    | Imię i nazwisko                      | Portret | Kadencja                    | Kadencja                    | Wiceprezydent   | Partia polityczna                      |
| ---- | ------------------------------------ | ------- | --------------------------- | --------------------------- | --------------- | -------------------------------------- |
| —    | Tancredo Neves (ur. 1910, zm. 1985)  |         | zmarł przed objęciem urzędu | zmarł przed objęciem urzędu | José Sarney     | Brazylijski Ruch Demokratyczny         |
| 31   | José Sarney (ur. 1930)               |         | 15 marca 1985               | 15 marca 1990               | wakat           | Brazylijski Ruch Demokratyczny         |
| 32   | Fernando Collor (ur. 1949)           |         | 15 marca 1990               | 29 grudnia 1992             | Itamar Franco   | Partia Odbudowy Narodowej              |
| 33   | Itamar Franco (ur. 1930, zm. 2011)   |         | 2 października 1992         | 31 grudnia 1994             | wakat           | Brazylijski Ruch Demokratyczny         |
| 34   | Fernando Henrique Cardoso (ur. 1931) |         | 1 stycznia 1995             | 31 grudnia 2002             | Marco Maciel    | Brazylijska Partia Socjaldemokratyczna |
| 35   | Luiz Inácio Lula da Silva (ur. 1945) |         | 1 stycznia 2003             | 31 grudnia 2010             | José Alencar    | Partia Pracujących                     |
| 36   | Dilma Rousseff (ur. 1947)            |         | 1 stycznia 2011             | 31 sierpnia 2016            | Michel Temer    | Partia Pracujących                     |
| 37   | Michel Temer (ur. 1940)              |         | 31 sierpnia 2016            | 31 grudnia 2018             | wakat           | Brazylijski Ruch Demokratyczny         |
| 38   | Jair Bolsonaro (ur. 1955)            |         | 1 stycznia 2019             | 31 grudnia 2022             | Hamilton Mourão | bezpartyjny                            |
| (35) | Luiz Inácio Lula da Silva (ur. 1945) |         | 1 stycznia 2023             |                             | Geraldo Alckmin | Partia Pracujących                     |